# Château de Champagne
Le château de Champagne est situé sur la commune de Champagne-Mouton, en Charente, dans le centre-bourg.

## Historique
Les premiers seigneurs de Champagne-Mouton seraient Ildegaire et son fils Pierre, au XIIe siècle, apparentés à la famille des Rochechouart et cousins des Montembœuf. Guy VII de La Rochefoucauld, qui mourut en 1350, est mentionné dans les textes comme seigneur de Champagne-Mouton.  Son fils Eymeri puis son petit-fils, Foulques seront seigneurs de Champagne.
Champagne-Mouton est, dès le Moyen Âge, le siège d'une seigneurie ayant droit de haute, moyenne et basse justice, et relevant de la tour Maubergeon, à Poitiers. Cette seigneurie est importante et sa juridiction s'étend, en tout ou partie, sur douze paroisses.  
En 1427 la seigneurie de Champagne est érigée en baronnie et passe entre les mains de la famille de La Chambre, d'origine écossaise (Chambers). C'est Christin de La Chambre commandant de la garde écossaise de Charles VII qui construit le château. La famille de La Chambre conserve la baronnie de Champagne jusque vers la fin du XVIe siècle.
Le château de Champagne-Mouton est mentionné dès le début du XIVe siècle dans un pouillé du diocèse de Poitiers. Mais ce premier château est probablement rasé pendant la guerre de Cent Ans; car celui qui le remplace, et qui existe encore aujourd'hui, ne remonte pas au-delà de la deuxième moitié du XVe siècle.
En 1601, la baronnie de Champagne-Mouton revient dans la famille de La Rochefoucauld, en la personne de Charles de Roye de La Rochefoucauld. Le dernier seigneur de Champagne ayant séjourné au château est vraisemblablement la duchesse douairière de La Rochefoucauld, qui y vient en 1780.
Le château servit à l´internement de 150 prisonniers espagnols puis fut vendu en 1807 à la comtesse de Castellane qui le revendit à Monsieur Béchemilh-Chatenet.

## Architecture
Le premier château était constitué de deux corps de logis entre de nombreuses tours et défendu par ces tours, des courtines, un châtelet d'entrée et des douves alimentées par l'Argent, un affluent de l'Argentor. 
Le second château rebâti au XVe siècle était entouré d'une enceinte polygonales flanquée de tours rondes avec accès par un châtelet d´entrée carrée muni d'un pont-levis qui a existé jusque vers 1885. Les deux corps de logis qui étaient flanqués de tours n'en ont gardé qu'une partie  et certaines ont été diminuées de hauteur. La grange Saint-Martin qui pourrait dater du XVIIe siècle aurait été construite à l'emplacement de l'église Saint-Martin, probablement la chapelle castrale.
Les douves ont été comblées, le château a été partagé entre plusieurs propriétaires et diverses constructions lui sont adossées.
Deux statues ont été découvertes, l'une est exposée dans l´église de Vieux-Ruffec, l'autre est chez un particulier.